# 芦状凤梨属
芦状凤梨属 （Neoglaziovia）是凤梨科的一属。仅3种多年生草本植物。均原产于巴西，花紫色。該屬的命名是為了紀念法國景觀設計師和鳳梨收集家弗朗索瓦·奧古斯特·瑪尼·古力素（Auguste François Marie Glaziou，1833年–1906年）的。

## 物種
蘆狀鳳梨屬主要物種跟分佈地包括：
1. Neoglaziovia burle-marxii Leme - 巴伊亞
2. Neoglaziovia concolor C.H. Wright - 巴伊亞
3. Neoglaziovia variegata (Arruda da Camara) Mez - 巴伊亞、塞阿拉, 米納斯吉拉斯、帕拉伊巴、皮奧伊、北里奧格蘭德

## 種植及用途
其中品種 Neoglaziovia variegata 一直並將繼續是南美洲地方市場的重要貨物，其纖維可被織成布、網和繩。

## 外部連結
- FCBS Neoglaziovia photos （页面存档备份，存于）
- BSI Genera Gallery photos